# 안토니오 루나 (장군)

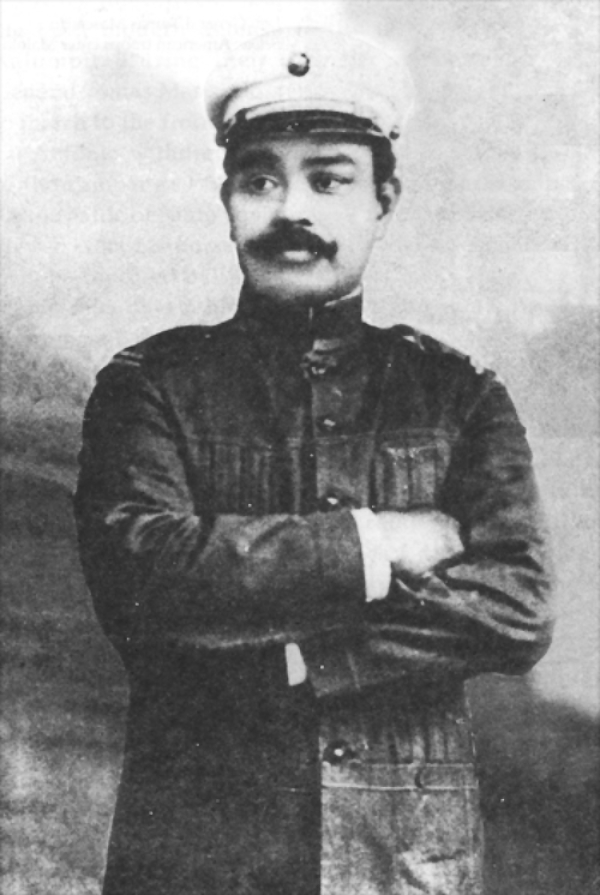

안토니오 루나(Antonio Luna, 본명: Antonio Narciso Luna de San Pedro y Novicio Ancheta, 스페인어: [anˈtonjo ˈluna]; 1866년 10월 29일 – 1899년 6월 5일)는 필리핀인 약사이자 육군 장군으로, 1899년 6월 5일 암살되기 전 32세에 필리핀-미국 전쟁에 참전했다.
당대 가장 맹렬한 장군 중 한 명으로 여겨지는 그는 아르테미오 리카르테의 뒤를 이어 필리핀군 총사령관이 되었다. 그는 군사 과학에 대한 자신의 배경을 신생 군대에 적용하려고 노력했다. 그 자신도 명사수였던 그는 나중에 마이클 호아킨 상원의원과 함께 "루나 명사수"와 "블랙 가드"로 명명된 전문 게릴라 병사들을 조직했다. 현재 루나 방어선(Luna Defense Line)으로 알려진 그의 3중 방어선은 마닐라 북부 지방에서 작전을 펼치는 동안 미군에게 어려운 노력을 안겨주었다. 이 방어선은 코르디예라(Cordillera)에 군사 거점을 건설하는 데서 정점에 이르렀다.
군대를 규율하고 공화국에 봉사하겠다는 그의 헌신에도 불구하고, 그의 성미와 맹렬한 분노는 아기날도 내각의 사람들을 포함하여 일부 사람들에게 그를 혐오하게 만들었다. 그럼에도 불구하고 루나의 노력은 그의 시대에 인정받아 1899년에 필리핀 공화국 훈장을 받았다. 그는 또한 말로로스 의회의 의원이기도 했다. 군사학 공부 외에도 루나는 약리학, 문학, 화학도 공부했다.